# Großer Preis von Bahrain 2012
Der Große Preis von Bahrain 2012 (offiziell 2012 Formula 1 Gulf Air Bahrain Grand Prix) fand am 22. April auf dem Bahrain International Circuit in as-Sachir statt und war das vierte Rennen der Formel-1-Weltmeisterschaft 2012.

## Berichte

### Hintergrund

#### Streit über die Austragung

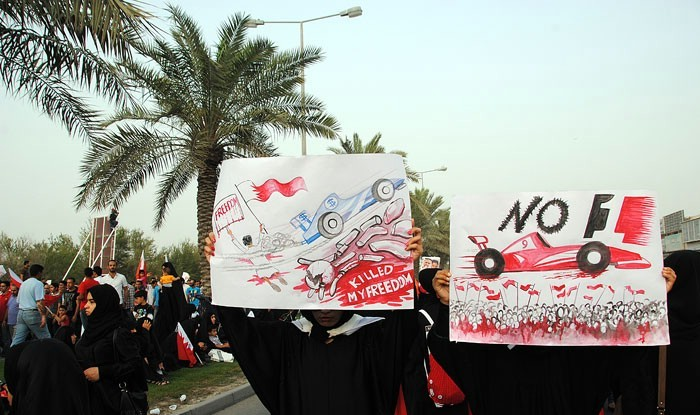
Demonstranten bei einer Demonstration gegen den Grand Prix

Die Durchführung dieses Rennens wurde teilweise stark kritisiert und das Rennwochenende war von Protesten gegen die Austragung begleitet, da die Unruhen in Bahrain, aufgrund derer der Grand Prix im Vorjahr abgesagt wurde, weiterhin andauerten. So gab es auch während des Rennwochenendes Zusammenstöße zwischen den Sicherheitskräften und Demonstranten. Am 21. April 2012 wurde nach erneuten Ausschreitungen ein Toter gefunden; die Todesumstände sind ungeklärt.
Eine erneute Absage der Veranstaltung wurde unter anderem von zahlreichen Menschenrechtsorganisationen und Oppositionellen gefordert. Wenige Tage vor dem Rennen wurde jedoch endgültig dessen Austragung bestätigt.
FIA-Präsident Jean Todt kritisierte die Medien für ihre einseitige Berichterstattung im Rahmen des Grand Prix. Er äußerte, dass Proteste normale Vorkommnisse in einer Demokratie seien und überall auf der Welt vorkämen. Er gehe davon aus, dass nur eine Minderheit gegen die aktuellen Machthaber aufbegehre. Sebastian Vettel, äußerte er freue sich auf jene Dinge, die wirklich zählten, nämlich „Reifentemperaturen und Autos“. Im Nachgang wurde er für diese Aussage kritisiert, er unterstütze damit indirekt das herrschende Königshaus in Bahrein.

#### Sportliches
Nach dem Großen Preis von China führte Lewis Hamilton in der Fahrerwertung mit zwei Punkten vor Jenson Button und mit acht Punkten vor Fernando Alonso. In der Konstrukteurswertung führte McLaren-Mercedes mit 24 Punkten vor Red Bull-Renault und mit 51 Punkten vor Ferrari.
Beim Großen Preis von Bahrain stellte Pirelli den Fahrern die Reifenmischungen P Zero Medium (weiß) und P Zero Soft (gelb), sowie für nasse Bedingungen Cinturato Intermediates (grün) und Cinturato Full-Wets (blau) zur Verfügung.
Der Große Preis von Bahrain kehrte 2012 in den Rennkalender zurück. 2011 wurde er wegen politischer Unruhen abgesagt. Nachdem der letzte Große Preis von Bahrain 2010 auf der Streckenvariante Endurance Circuit des Bahrain International Circuit stattgefunden hatte, wurde dieses Jahr wieder die Variante Grand Prix Circuit verwendet.
Mit Alonso (dreimal), Felipe Massa (zweimal), Button und Michael Schumacher (jeweils einmal) traten alle ehemaligen Sieger zu diesem Grand Prix an.
Als Rennkommissare fungierten Garry Connelly (AUS), Radovan Novak (CZE) und Emanuele Pirro (ITA).

### Training
Im ersten freien Training erzielte Hamilton die schnellste Runde vor Vettel und Paul di Resta. Valtteri Bottas übernahm in diesem Training den Williams von Bruno Senna. Nico Rosberg kollidierte in diesem Training mit einer Geschwindigkeit von etwa 200 km/h mit einem Vogel. Sein Helm blieb dabei unbeschädigt und Rosberg zog sich keine Verletzungen zu.
Im zweiten freien Training war Rosberg der schnellste Pilot vor Mark Webber und Vettel. Force India entschloss sich, das Training auszulassen und die Strecke vorzeitig zu verlassen. Am Mittwoch vor dem Rennen kam es zu einem Zwischenfall, bei dem einige Force-India-Teammitglieder in Unruhen geraten waren.
Im dritten freien Training behielt Rosberg die Führung. Vettel wurde Zweiter vor Webber.

### Qualifying

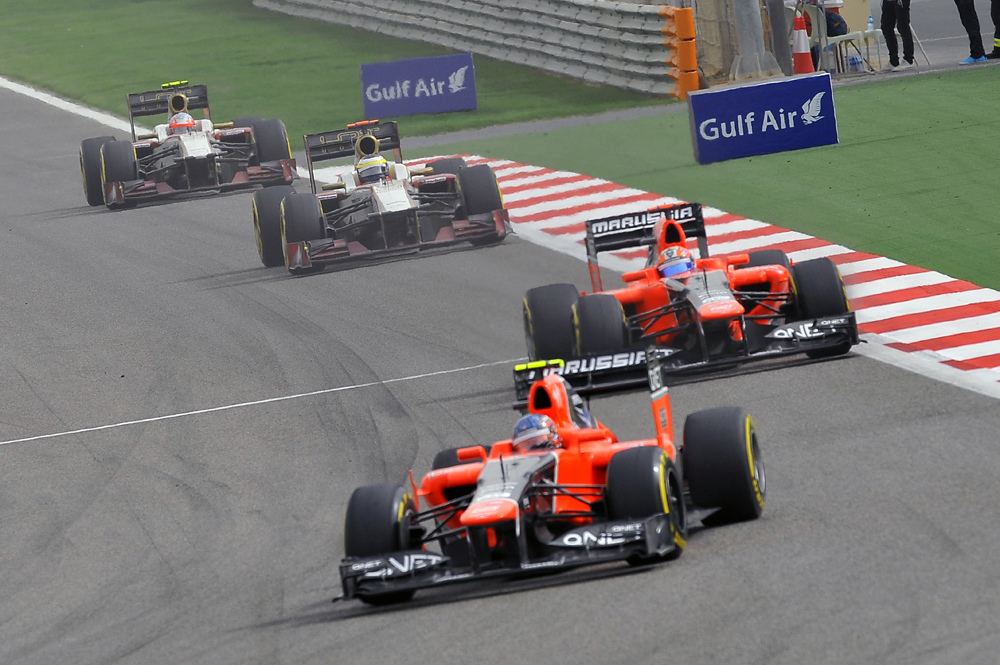
Die Marussia- (vorne) und HRT-Piloten (hinten) machten erneut die letzten vier Positionen unter sich aus

Im ersten Abschnitt des Qualifyings erzielte Sergio Pérez die schnellste Runde. Die HRT- und Marussia-Piloten sowie Witali Petrow, Jean-Éric Vergne und Schumacher schieden aus. Schumacher hatte Probleme mit dem Drag Reduction System (DRS). Im zweiten Abschnitt war Hamilton der schnellste Pilot. Die Williams-Piloten sowie Heikki Kovalainen, Massa, Nico Hülkenberg, Kamui Kobayashi und Kimi Räikkönen schieden aus. Damit erreichten acht Teams das letzte Segment. In diesem fuhr schließlich Vettel die schnellste Zeit und erzielte seine erste Pole-Position der Saison 2012 vor Hamilton und seinem Teamkollegen Webber.
Aufgrund von Getriebewechseln wurden Pastor Maldonado und Schumacher um fünf Positionen nach hinten versetzt.

### Rennen

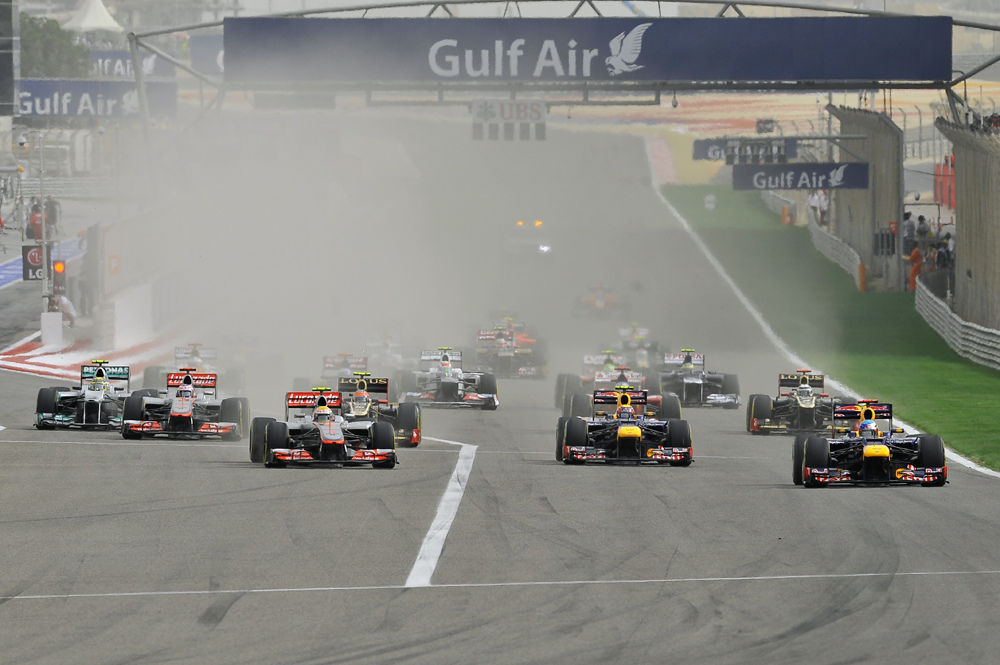
Das Feld kurz nach dem Start

Vettel behielt beim Start die Führung vor Hamilton und Webber. Romain Grosjean verbesserte sich auf den vierten, Alonso auf den fünften Platz. Auf dem sechsten Platz lag Button vor Räikkönen und Massa, der einen guten Start hatte. Keinen guten Start hatte Daniel Ricciardo, der in der ersten Runde elf Positionen verlor. Kovalainen beschädigte sich in der ersten Runde einen Hinterreifen und musste zu einem Reparaturstopp an die Box.

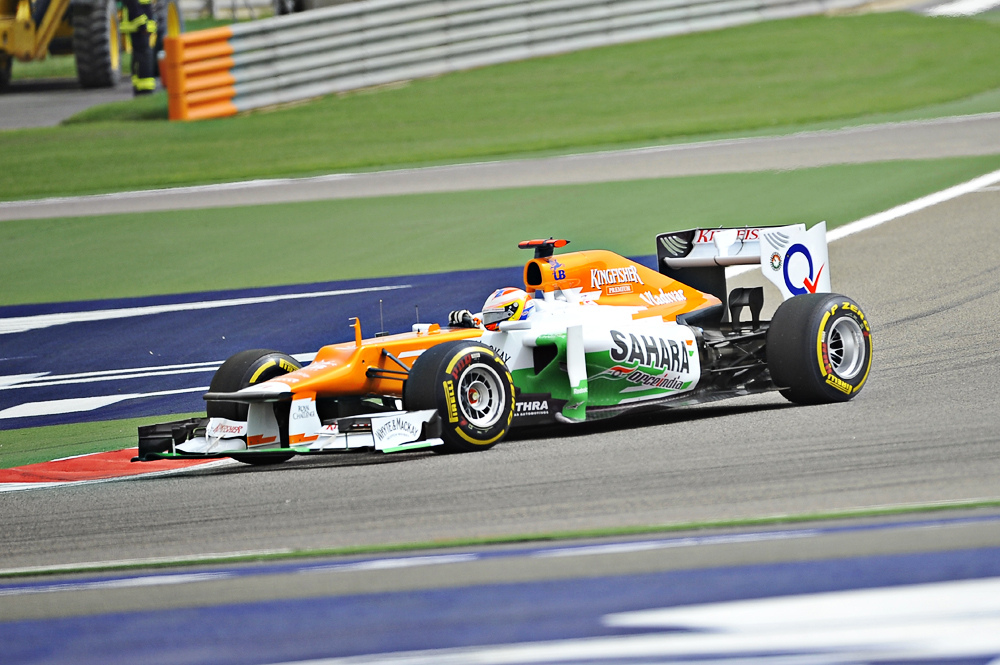
Paul di Resta setzte als einziger Pilot auf eine Zwei-Stopp-Strategie und kam schließlich auf dem sechsten Platz ins Ziel

In den ersten Runden des Rennens gelang es Vettel, sich vom restlichen Feld abzusetzen. In den nächsten Runden kam es zu einigen Duell im vorderen Teil des Feldes. Zunächst überholte Massa Räikkönen, der wiederum zwei Runden später konterte, Massa zurück überholte und anschließend an Alonso vorbeiging. Grosjean machte indes zwei Positionen gut. Zunächst überholte er Webber, dann Hamilton.
In der siebten Runde begann die Phase der ersten Boxenstopps. Hamilton hatte Probleme bei seinem Boxenstopp und fiel hinter Webber und Alonso, die zeitgleich an der Box waren, zurück. Außerdem lag er hinter Rosberg, doch er überholte ihn mit einem harten Manöver. Während Hamiltons Teamkollegen Button Alonso überholte, ging Vettel an die Box und übergab die Führung an di Resta, der damit erstmals ein Formel-1-Rennen anführte. Vettel überholte ihn jedoch schon kurz darauf.

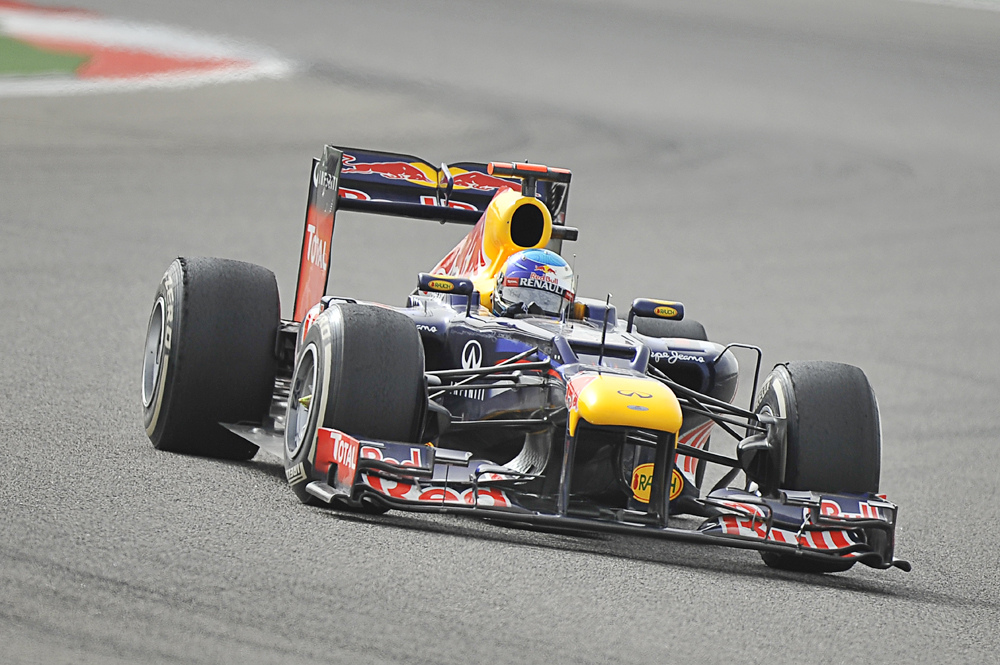
Red-Bull-Pilot Sebastian Vettel führte den Grand Prix fast durchgängig an

Nach der ersten Boxenstopp-Phase führte Vettel mit einem Vorsprung von etwa fünf Sekunden vor Grosjean. Dahinter lag Räikkönen, der im Gegensatz zu den zwei führenden Piloten die weichere Reifenmischung verwendete. Er holte auf Grosjean auf und fuhr schließlich an seinem Teamkollegen vorbei.
Kurz darauf begann auch die Phase der zweiten Boxenstopps. Erneut wechselten die ersten drei Piloten auf unterschiedliche Mischungen. Grosjean und Räikkönen entschieden sich für die härtere, Vettel für die weichere Variante. Bei Hamilton war der Stopp erneut nicht optimal. In der Zwischenzeit waren Charles Pic und Maldonado mit technischen Problemen ausgeschieden.

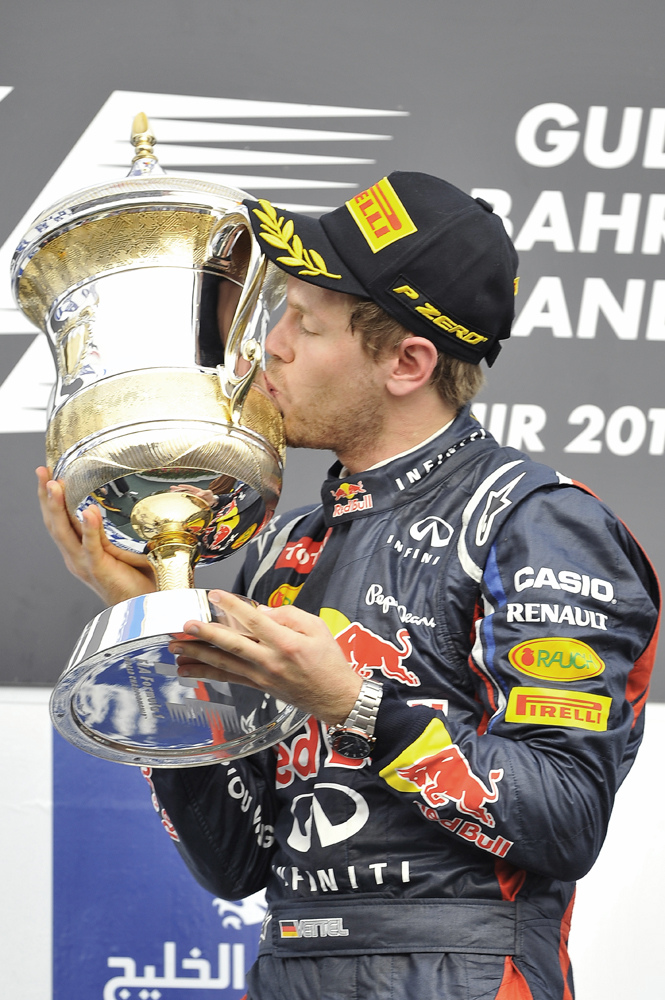
Der Gewinner Sebastian Vettel bei der Siegerehrung

Während Massa auf seinen Teamkollegen Alonso druck ausübte, holte Räikkönen an der Spitze auf Vettel auf. Mit Hilfe des DRS gelang es ihm, näher an Vettel heranzukommen. In der 36. Runde versuchte er auf der Start-Ziel-Geraden ein Überholmanöver, zog aber zurück. Wenige Runden später kamen beide Piloten zu ihrem finalen Stopp an die Box. Dabei blieb Vettel vor Räikkönen. Kurzzeitig in Führung lag Grosjean, der seine erste Führungsrunde in der Formel 1 fuhr.
Vettel baute nach dem Boxenstopp den Vorsprung auf Räikkönen aus. Grosjean lag circa zehn Sekunden hinter Vettel. Kurz vor Rennende hatte Button einen Reifenschaden, der ihn zu einem weiteren Boxenstopp zwang. Das Ziel erreichte er dennoch nicht, da er kurz darauf mit einem weiteren technischen Problem aufgab. Er wurde aber, genau wie Senna, der kurz vor Rennende ausfiel, gewertet.
Vettel gewann schließlich seinen ersten Formel-1-Grand-Prix der Saison vor Räikkönen und Grosjean. Es war Räikkönens erste Podest-Platzierung nach seiner Rückkehr in die Formel 1. Für Grosjean war es die erste Podest-Platzierung überhaupt. Webber wurde Vierter, Rosberg Fünfter.
Di Resta setzte als einziger Pilot auf eine Zwei-Stopp-Strategie und erreichte damit den sechsten Platz. Die restlichen Punkte gingen an Alonso, Hamilton, Massa und Schumacher. Es waren Massas erste Punkte in der Saison.
In der Fahrerweltmeisterschaft übernahm Vettel die Führung von Hamilton, der auf den zweiten Platz vor Webber zurückfiel. Bei den Konstrukteuren übernahm Red Bull den ersten Platz von McLaren, die auf dem zweiten Platz lagen. Lotus verbesserte sich auf den dritten Platz.

## Meldeliste
| Team                          | Nr. | Fahrer             | Chassis           | Motor                | Reifen |
| ----------------------------- | --- | ------------------ | ----------------- | -------------------- | ------ |
| Red Bull Racing               | 01  | Sebastian Vettel   | Red Bull RB8      | Renault 2.4 V8       | P      |
| Red Bull Racing               | 02  | Mark Webber        | Red Bull RB8      | Renault 2.4 V8       | P      |
| Vodafone McLaren Mercedes     | 03  | Jenson Button      | McLaren MP4-27    | Mercedes-Benz 2.4 V8 | P      |
| Vodafone McLaren Mercedes     | 04  | Lewis Hamilton     | McLaren MP4-27    | Mercedes-Benz 2.4 V8 | P      |
| Scuderia Ferrari              | 05  | Fernando Alonso    | Ferrari F2012     | Ferrari 2.4 V8       | P      |
| Scuderia Ferrari              | 06  | Felipe Massa       | Ferrari F2012     | Ferrari 2.4 V8       | P      |
| Mercedes AMG Petronas F1 Team | 07  | Michael Schumacher | Mercedes F1 W03   | Mercedes-Benz 2.4 V8 | P      |
| Mercedes AMG Petronas F1 Team | 08  | Nico Rosberg       | Mercedes F1 W03   | Mercedes-Benz 2.4 V8 | P      |
| Lotus F1 Team                 | 09  | Kimi Räikkönen     | Lotus E20         | Renault 2.4 V8       | P      |
| Lotus F1 Team                 | 10  | Romain Grosjean    | Lotus E20         | Renault 2.4 V8       | P      |
| Sahara Force India F1 Team    | 11  | Paul di Resta      | Force India VJM05 | Mercedes-Benz 2.4 V8 | P      |
| Sahara Force India F1 Team    | 12  | Nico Hülkenberg    | Force India VJM05 | Mercedes-Benz 2.4 V8 | P      |
| Sauber F1 Team                | 14  | Kamui Kobayashi    | Sauber C31        | Ferrari 2.4 V8       | P      |
| Sauber F1 Team                | 15  | Sergio Pérez       | Sauber C31        | Ferrari 2.4 V8       | P      |
| Scuderia Toro Rosso           | 16  | Daniel Ricciardo   | Toro Rosso STR7   | Ferrari 2.4 V8       | P      |
| Scuderia Toro Rosso           | 17  | Jean-Éric Vergne   | Toro Rosso STR7   | Ferrari 2.4 V8       | P      |
| Williams F1 Team              | 18  | Pastor Maldonado   | Williams FW34     | Renault 2.4 V8       | P      |
| Williams F1 Team              | 19  | Valtteri Bottas    | Williams FW34     | Renault 2.4 V8       | P      |
| Williams F1 Team              | 19  | Bruno Senna        | Williams FW34     | Renault 2.4 V8       | P      |
| Caterham F1 Team              | 20  | Heikki Kovalainen  | Caterham CT01     | Renault 2.4 V8       | P      |
| Caterham F1 Team              | 21  | Witali Petrow      | Caterham CT01     | Renault 2.4 V8       | P      |
| HRT F1 Team                   | 22  | Pedro de la Rosa   | HRT F112          | Cosworth 2.4 V8      | P      |
| HRT F1 Team                   | 23  | Narain Karthikeyan | HRT F112          | Cosworth 2.4 V8      | P      |
| Marussia F1 Team              | 24  | Timo Glock         | Marussia MR01     | Cosworth 2.4 V8      | P      |
| Marussia F1 Team              | 25  | Charles Pic        | Marussia MR01     | Cosworth 2.4 V8      | P      |

Anmerkungen
1. 1 2  Bottas fuhr den Williams mit der Nummer 19 im ersten freien Training. Senna übernahm das Fahrzeug anschließend für das restliche Rennwochenende.

## Klassifikationen

### Qualifying
| Pos.                                                                      | Fahrer             | Konstrukteur         | Q1       | Q2         | Q3         | Start |
| ------------------------------------------------------------------------- | ------------------ | -------------------- | -------- | ---------- | ---------- | ----- |
| 01                                                                        | Sebastian Vettel   | Red Bull-Renault     | 1:34,308 | 1:33,527   | 1:32,422   | 01    |
| 02                                                                        | Lewis Hamilton     | McLaren-Mercedes     | 1:34,813 | 1:33,209   | 1:32,520   | 02    |
| 03                                                                        | Mark Webber        | Red Bull-Renault     | 1:34,015 | 1:33,311   | 1:32,637   | 03    |
| 04                                                                        | Jenson Button      | McLaren-Mercedes     | 1:34,792 | 1:33,416   | 1:32,711   | 04    |
| 05                                                                        | Nico Rosberg       | Mercedes             | 1:34,588 | 1:33,219   | 1:32,821   | 05    |
| 06                                                                        | Daniel Ricciardo   | Toro Rosso-Ferrari   | 1:33,988 | 1:33,556   | 1:32,912   | 06    |
| 07                                                                        | Romain Grosjean    | Lotus-Renault        | 1:34,041 | 1:33,246   | 1:33,008   | 07    |
| 08                                                                        | Sergio Pérez       | Sauber-Ferrari       | 1:33,814 | 1:33,660   | 1:33,394   | 08    |
| 09                                                                        | Fernando Alonso    | Ferrari              | 1:34,760 | 1:33,403   | keine Zeit | 09    |
| 10                                                                        | Paul di Resta      | Force India-Mercedes | 1:34,624 | 1:33,510   | keine Zeit | 10    |
| 11                                                                        | Kimi Räikkönen     | Lotus-Renault        | 1:34,552 | 1:33,789   | –          | 11    |
| 12                                                                        | Kamui Kobayashi    | Sauber-Ferrari       | 1:34,131 | 1:33,806   | –          | 12    |
| 13                                                                        | Nico Hülkenberg    | Force India-Mercedes | 1:34,601 | 1:33,807   | –          | 13    |
| 14                                                                        | Felipe Massa       | Ferrari              | 1:34,372 | 1:33,912   | –          | 14    |
| 15                                                                        | Bruno Senna        | Williams-Renault     | 1:34,466 | 1:34,017   | –          | 15    |
| 16                                                                        | Heikki Kovalainen  | Caterham-Renault     | 1:34,852 | 1:36,132   | –          | 16    |
| 17                                                                        | Pastor Maldonado   | Williams-Renault     | 1:34,639 | keine Zeit | –          | 21    |
| 18                                                                        | Michael Schumacher | Mercedes             | 1:34,865 | –          | –          | 22    |
| 19                                                                        | Jean-Éric Vergne   | Toro Rosso-Ferrari   | 1:35,014 | –          | –          | 17    |
| 20                                                                        | Witali Petrow      | Caterham-Renault     | 1:35,823 | –          | –          | 18    |
| 21                                                                        | Charles Pic        | Marussia-Cosworth    | 1:37,683 | –          | –          | 19    |
| 22                                                                        | Pedro de la Rosa   | HRT-Cosworth         | 1:37,883 | –          | –          | 20    |
| 23                                                                        | Timo Glock         | Marussia-Cosworth    | 1:37,905 | –          | –          | 23    |
| 24                                                                        | Narain Karthikeyan | HRT-Cosworth         | 1:38,314 | –          | –          | 24    |
| 107-Prozent-Zeit: 1:40,380 min (bezogen auf Q1-Bestzeit von 1:33,814 min) |                    |                      |          |            |            |       |

Anmerkungen
1. ↑  Maldonado wurde wegen eines Getriebewechsels um fünf Positionen nach hinten versetzt.
2. ↑  Schumacher wurde wegen eines Getriebewechsels um fünf Positionen nach hinten versetzt.

1. 1 2 3 4 5 6 7 8 9 10 11 12 13 14 15 16 17 18 19 20  Rennwagen mit KERS

### Rennen
| Pos. | Fahrer             | Konstrukteur         | Runden | Stopps | Zeit        | Start | Schnellste Runde |
| ---- | ------------------ | -------------------- | ------ | ------ | ----------- | ----- | ---------------- |
| 01   | Sebastian Vettel   | Red Bull-Renault     | 57     | 3      | 1:35:10,990 | 01    | 1:36,379 (41.)   |
| 02   | Kimi Räikkönen     | Lotus-Renault        | 57     | 3      | + 3,333     | 11    | 1:37,116 (41.)   |
| 03   | Romain Grosjean    | Lotus-Renault        | 57     | 3      | + 10,194    | 07    | 1:36,928 (42.)   |
| 04   | Mark Webber        | Red Bull-Renault     | 57     | 3      | + 38,788    | 03    | 1:37,437 (45.)   |
| 05   | Nico Rosberg       | Mercedes             | 57     | 3      | + 55,460    | 05    | 1:38,080 (41.)   |
| 06   | Paul di Resta      | Force India-Mercedes | 57     | 2      | + 57,543    | 10    | 1:38,372 (41.)   |
| 07   | Fernando Alonso    | Ferrari              | 57     | 3      | + 57,803    | 09    | 1:38,203 (44.)   |
| 08   | Lewis Hamilton     | McLaren-Mercedes     | 57     | 3      | + 58,984    | 02    | 1:37,733 (38.)   |
| 09   | Felipe Massa       | Ferrari              | 57     | 3      | + 1:04,999  | 14    | 1:38,123 (42.)   |
| 10   | Michael Schumacher | Mercedes             | 57     | 3      | + 1:11,490  | 22    | 1:38,128 (39.)   |
| 11   | Sergio Pérez       | Sauber-Ferrari       | 57     | 3      | + 1:12,702  | 08    | 1:38,146 (39.)   |
| 12   | Nico Hülkenberg    | Force India-Mercedes | 57     | 3      | + 1:16,539  | 13    | 1:38,312 (46.)   |
| 13   | Kamui Kobayashi    | Sauber-Ferrari       | 57     | 3      | + 1:30,334  | 12    | 1:36,700 (54.)   |
| 14   | Jean-Éric Vergne   | Toro Rosso-Ferrari   | 57     | 3      | + 1:33,723  | 17    | 1:37,058 (43.)   |
| 15   | Daniel Ricciardo   | Toro Rosso-Ferrari   | 56     | 3      | + 1 Runde   | 06    | 1:37,903 (42.)   |
| 16   | Witali Petrow      | Caterham-Renault     | 56     | 3      | + 1 Runde   | 18    | 1:38,305 (42.)   |
| 17   | Heikki Kovalainen  | Caterham-Renault     | 56     | 4      | + 1 Runde   | 16    | 1:38,441 (43.)   |
| 18   | Jenson Button      | McLaren-Mercedes     | 55     | 4      | DNF         | 04    | 1:38,046 (47.)   |
| 19   | Timo Glock         | Marussia-Cosworth    | 55     | 3      | + 2 Runden  | 23    | 1:40,323 (46.)   |
| 20   | Pedro de la Rosa   | HRT-Cosworth         | 55     | 3      | + 2 Runden  | 20    | 1:40,237 (41.)   |
| 21   | Narain Karthikeyan | HRT-Cosworth         | 55     | 4      | + 2 Runden  | 24    | 1:39,747 (48.)   |
| 22   | Bruno Senna        | Williams-Renault     | 54     | 3      | DNF         | 15    | 1:38,087 (51.)   |
| –    | Pastor Maldonado   | Williams-Renault     | 25     | 2      | DNF         | 21    | 1:39,876 (14.)   |
| –    | Charles Pic        | Marussia-Cosworth    | 24     | 1      | DNF         | 19    | 1:41,519 (14.)   |

Anmerkungen
1. 1 2 3 4 5 6 7 8 9 10 11 12 13 14 15 16 17 18 19 20  Rennwagen mit KERS

## WM-Stände nach dem Rennen
Die ersten zehn des Rennens bekamen 25, 18, 15, 12, 10, 8, 6, 4, 2 bzw. 1 Punkt(e).

### Fahrerwertung
| Pos. | Fahrer           | Konstrukteur         | Punkte |
| ---- | ---------------- | -------------------- | ------ |
| 01   | Sebastian Vettel | Red Bull-Renault     | 53     |
| 02   | Lewis Hamilton   | McLaren-Mercedes     | 49     |
| 03   | Mark Webber      | Red Bull-Renault     | 48     |
| 04   | Jenson Button    | McLaren-Mercedes     | 43     |
| 05   | Fernando Alonso  | Ferrari              | 43     |
| 06   | Nico Rosberg     | Mercedes             | 35     |
| 07   | Kimi Räikkönen   | Lotus-Renault        | 34     |
| 08   | Romain Grosjean  | Lotus-Renault        | 23     |
| 09   | Sergio Pérez     | Sauber-Ferrari       | 22     |
| 10   | Paul di Resta    | Force India-Mercedes | 15     |
| 11   | Bruno Senna      | Williams-Renault     | 14     |
| 12   | Kamui Kobayashi  | Sauber-Ferrari       | 9      |

| Pos. | Fahrer             | Konstrukteur         | Punkte |
| ---- | ------------------ | -------------------- | ------ |
| 13   | Jean-Éric Vergne   | Toro Rosso-Ferrari   | 4      |
| 14   | Pastor Maldonado   | Williams-Renault     | 4      |
| 15   | Daniel Ricciardo   | Toro Rosso-Ferrari   | 2      |
| 16   | Nico Hülkenberg    | Force India-Mercedes | 2      |
| 17   | Felipe Massa       | Ferrari              | 2      |
| 18   | Michael Schumacher | Mercedes             | 2      |
| 19   | Timo Glock         | Marussia-Cosworth    | 0      |
| 20   | Charles Pic        | Marussia-Cosworth    | 0      |
| 21   | Witali Petrow      | Caterham-Renault     | 0      |
| 22   | Heikki Kovalainen  | Caterham-Renault     | 0      |
| 23   | Pedro de la Rosa   | HRT-Cosworth         | 0      |
| 24   | Narain Karthikeyan | HRT-Cosworth         | 0      |

### Konstrukteurswertung
| Pos. | Konstrukteur     | Punkte |
| ---- | ---------------- | ------ |
| 01   | Red Bull-Renault | 101    |
| 02   | McLaren-Mercedes | 92     |
| 03   | Lotus-Renault    | 57     |
| 04   | Ferrari          | 45     |
| 05   | Mercedes         | 37     |
| 06   | Sauber-Ferrari   | 31     |

| Pos. | Konstrukteur         | Punkte |
| ---- | -------------------- | ------ |
| 07   | Williams-Renault     | 18     |
| 08   | Force India-Mercedes | 17     |
| 09   | Toro Rosso-Ferrari   | 6      |
| 10   | Marussia-Cosworth    | 0      |
| 11   | Caterham-Renault     | 0      |
| 12   | HRT-Cosworth         | 0      |